# Еміцизумаб
Еміцизума́б (emicizumab), торгове найменування «Гемлібра» — біоінженерний лікарський засіб, який застосовується для профілактичного лікування гемофілії А. Станом на кінець 2018 року еміцизумаб схвалено у: США, Канади, Японії, ЄС, України для профілактики кровотеч у пацієнтів (у тому числі дитячого віку) із гемофілією А.

## Застосування
Показання для застосування еміцизумабу варіюють в залежності від країни реєстрації. Наприклад, у США його застосовують як у випадку інгібіторної форми гемофілії, так і пацієнтів із неінгібіторною гемофілією А. В Україні еміцизумаб було зареєстровано для застосування у хворих з інгібіторною гемофілією А. Згідно інструкції препарат призначають для рутинної профілактики кровотеч у дорослих та дітей, хворих на гемофілію А (вроджений дефіцит VIII фактора згортання крові) з утворенням інгібіторів до фактора VIII.
Згідно інструкції, препарат «Гемлібра» вводиться підшкірно із періодичністю один раз на тиждень.
Його призначають передусім пацієнтам з інгібіторною формою, оскільки механізм його дії принципово відрізняється від інших антигемофільних препаратів і це дає змогу майже усунути проблему імунної нетолерантності. Крім цього, еміцизумаб ефективний у разі неінгібіторної гемофілії А тому, наприклад, у 2018 році у США його схвалено також для лікування як «звичайної», так і інгібіторної форми гемофілії А.

## Механізм дії
Еміцизумаб — це гуманізоване біспецифічне антитіло, котре імітує кофакторну функцію фактора VIII, оскільки має здатність одночасно зв'язуватися з активованим фактором IX та фактором X. Здатність еміцизумабу зв'язуватися з усіма цими трьома різними факторами дозволяє подолати імуногенність та нестабільну гемостатичну ефективність засобів фактору VII.